# Marseillaise

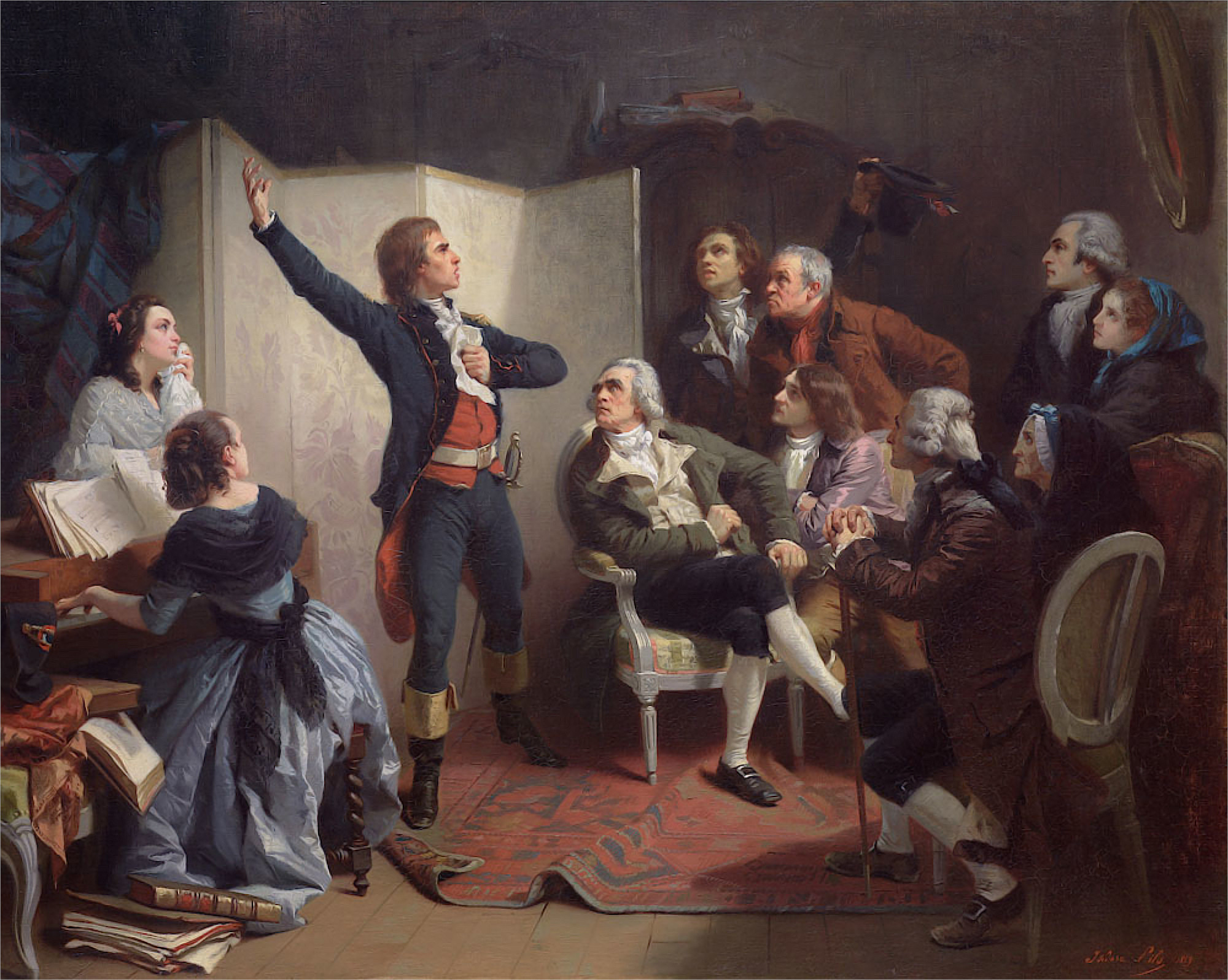
Rouget de Lisle
chantant « La Marseillaise »Isidore Pils, 1849. Collectie Musée des Beaux-Arts, Straatsburg.

De Marseillaise is het volkslied van Frankrijk. Gedurende korte tijd was het ook het volkslied van revolutionair Rusland.

## Geschiedenis
De oorspronkelijke versie is een lied dat is geschreven en gecomponeerd in Straatsburg door Claude Joseph Rouget de Lisle, kapitein in het Franse leger, in de nacht van 25 op 26 april 1792. Hij deed dat tijdens de Franse Revolutie in de geestdriftige dagen na de oorlogsverklaring door de Wetgevende Vergadering op voorstel van koning Lodewijk XVI. Rouget de Lisle zong het lied voor het eerst in de salon van baron Philippe Frédéric de Dietrich, de burgemeester van Straatsburg. De originele titel luidde Chant de guerre pour l'Armée du Rhin (oorlogslied voor het Rijnleger). De naam Marseillaise dankt het lied aan het feit dat de troepen uit Marseille het luidkeels zongen bij hun intocht in Parijs in de zomer van 1792, op weg naar de oorlog.
Op 14 juli 1795 werd de Marseillaise tot volkslied van de Eerste Franse Republiek verklaard. Later, tijdens het Eerste Franse Keizerrijk, werd het lied door Napoleon verboden. Ook tijdens het bewind van Lodewijk XVIII en Napoleon III gold het zingen en spelen van de Marseillaise als subversief. Na de Frans-Duitse Oorlog van 1870 ontstond de Derde Franse Republiek, die aanvankelijk de discussie over haar staatsvorm vermeed, maar in 1878 toch koos voor de republiek en de Marseillaise in ere herstelde.
In 1830 is de Marseillaise door componist Hector Berlioz opnieuw gearrangeerd. In 1919 maakte Igor Stravinsky een bewerking voor viool.
De muziek van de Marseillaise werd van 1871 (na het neerslaan van de Commune van Parijs) tot 1888 (het jaar waarin Pierre De Geyter het oorspronkelijke gedicht van communard Eugène Pottier op muziek zette) gebruikt om de Internationale te kunnen zingen. Ook van de revolutie van 1905 tot in de Oktoberrevolutie van 1917 werd de Internationale nog gezongen op de noten van de Marseillaise.
Vlak na de Tweede Wereldoorlog was de Chant des partisans een tijdje het officieuze tweede volkslied, naast de Marseillaise.
Bij het uitbreken van de Tweede Wereldoorlog is het Quintette du Hot Club de France van jazzgitarist Django Reinhardt en violist Stéphane Grappelli bezig aan een concerttournee door Groot-Brittannië. Grappelli kiest om daar te blijven, terwijl Reinhardt terugkeert naar zijn familie in Frankrijk en er in slaagt om te ontsnappen aan de genocide van zijn volk, de zigeuners, die naar de vernietigingskampen worden gestuurd. Na de Bevrijding, op 29 januari 1946, ontmoeten de twee musici elkaar weer. Daar improviseren ze op La Marseillaise, wat resulteert in de bekende opname met de Engelse titel Echoes of France.
In 1978 nam Serge Gainsbourg in Kingston, Jamaica, een reggaeversie van de Marseillaise op, genaamd Aux Armes et cætera. Het was de titeltrack van zijn gelijknamige nieuwe album, opgenomen met enkele van de beste reggae-muzikanten van het eiland, en het back-upkoor van Bob Marley, waaronder echtgenote Rita Marley. Vele Fransen konden dit absoluut niet waarderen en Gainsbourg ontving onder meer doodsbedreigingen van rechtse veteranen uit de Algerijnse Onafhankelijkheidsoorlog. Na waarschuwingen verscheen Gainsbourg toch op 4 januari 1980 solo op het podium in Straatsburg, waar het lied was geschreven. Hij zette -vuist geheven- de originele versie in, nadat hij onder meer had uitgeroepen: "Ik ben een rebel die La Marseillaise zijn oorspronkelijke betekenis heeft teruggegeven!". De ruim honderd aanwezige legionairs, gekomen om desnoods geweld te gebruiken als het weerzinwekkende nummer zou worden gespeeld, konden niet anders dan in het gelid gaan staan en uit volle borst meezingen.
Op 14 december 1981 kocht Gainsbourg het originele manuscript van de Marseillaise op een veiling in Versailles. Vervolgens meldde hij zijn critici dat zijn versie dichter bij het origineel was omdat in het origineel de woorden "Aux armes et cætera..." voorkomen. Auteur Rouget de l'Isle had, om eindeloos pennen te voorkomen, het refrein vanaf de eerste herhaling tot "Aux armes, citoyens! et cætera" gereduceerd.

## Marseillaise buiten Frankrijk
| Volksliederen van Rusland en de Sovjet-Unie | Volksliederen van Rusland en de Sovjet-Unie |
| ------------------------------------------- | ------------------------------------------- |
| (1791)                                      | Grom pobedy, razdavajsja!                   |
| 1815                                        | Gebed van de Russen                         |
| 1833                                        | God, behoed de tsaar!                       |
| 1917                                        | Arbeidersmarseillaise                       |
| 1918(±)                                     | De Internationale                           |
| 1944                                        | Volkslied van de Sovjet-Unie                |
| 1991                                        | Patriottenlied                              |
| 2000                                        | Volkslied van de Russische Federatie        |

De Marseillaise, geschreven ruim 25 jaar voor de geboorte van Karl Marx, leest als een politiek manifest en dit ligt mede ten grondslag aan haar revolutionaire elan. Zo is er bijvoorbeeld in de vijfde strofe de klassenstrijd te herkennen. Ook doet de compromisloosheid, waarmee de tirannen de wacht wordt aangezegd in de vierde strofe denken aan meedogenloosheid waarmee sommige regimes later in de geschiedenis hun strijd voerden.
De Duitse componist Robert Schumann schreef in 1851, het jaar van de staatsgreep in Frankrijk door Napoleon III, de Ouverture zu Goethes "Hermann und Dorothea", opus 136, naar een episch gedicht van Johann Wolfgang von Goethe uit 1797. Deze compositie, waarin de Marseillaise als thema is verwerkt, handelt over een bemiddelde jongeman die zwaar verliefd wordt op een jonge vrouw, op de vlucht voor Franse revolutionnaire troepen die een tijd de Duitse linkeroever van de Rijn bezet hielden.
De tonen van de Marseillaise klinken ook in de Ouverture 1812 opus 49 uit 1880 van de hand van Pjotr Iljitsj Tsjaikovski. Dit muziekstuk verwijst naar de noodlottige veldtocht van Napoleon naar Rusland in 1812.
Ten tijde van de oprichting van de Belgische Werkliedenpartij in 1885 en de Christene Volkspartij met Adolf Daens rond 1890, was het zingen van de De Internationale op de tonen van de Marseillaise gebruikelijk onder Belgische socialisten. Dit wordt meermaals beschreven in  de roman Pieter Daens van Louis Paul Boon.
De Marseillaise was als lied van koningsmoordenaars lange tijd verboden in tsaristisch Rusland, maar toen de Eerste Wereldoorlog uitbrak en Rusland en Frankrijk bondgenoten werden, moest de Russische regering het verbod op de Marseillaise opheffen. Hierdoor kreeg de Marseillaise enige bekendheid en werd zij de hymne van revolutionair Rusland. Toen Lenin in 1917 vanuit Finland per trein in Sint-Petersburg aankwam, werd de Marseillaise gespeeld (en niet de Internationale, zoals het in enkele films wordt voorgesteld). Direct na de Russische Revolutie werd de Marseillaise het volkslied van Rusland. Rond 1918 werd de Marseillaise opgevolgd door de Internationale.
Meer bewegingen hebben zich in de geschiedenis bediend van de Marseillaise. Zo zongen de zuiderlingen de Marseillaise toen hun staten uit de unie der Verenigde Staten traden en zich bij de Geconfedereerde Staten van Amerika aansloten. Verder hebben vele arbeidersbewegingen en sociaaldemocraten zich in de loop van de 19e en 20e eeuw van de Marseillaise bediend, al dan niet met bewerkingen. In 1989, op de vooravond van de 200e verjaardag van de Franse Revolutie, zongen Chinese opstandelingen hun versie van de Marseillaise tijdens het Tiananmenprotest op het Plein van de Hemelse Vrede rond een Vrijheidsbeeld van papier-maché.
In een heel andere sfeer zijn de eerste maten van de Marseillaise ook te horen aan het begin van het nummer All You Need Is Love van de Beatles. Dit zou ironisch opgevat kunnen worden, omdat de rest van dat nummer duidelijk probeert te maken dat behalve liefde er niets toe doet.

## Tekst

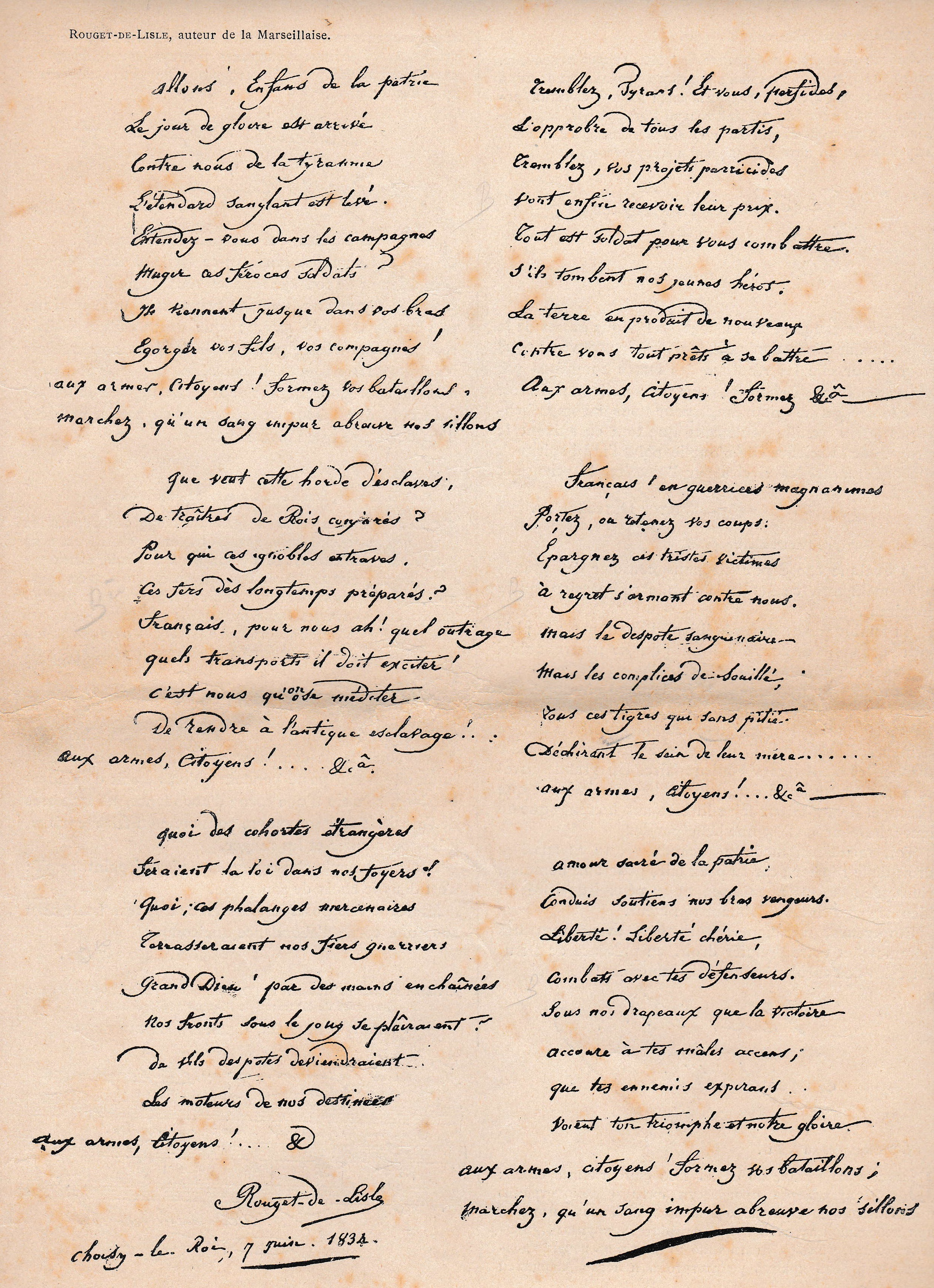
Tekst in het handschrift van Claude Joseph Rouget de Lisle

### Frans
Allons enfants de la Patrie,

le jour de gloire est arrivé!

Contre nous de la tyrannie

L'étendard sanglant est levé.

L'étendard sanglant est levé:

Entendez-vous dans les campagnes

Mugir ces féroces soldats?

Ils viennent jusque dans vos bras

Égorger vos fils, vos compagnes!

Refrein:

Aux armes, citoyens,

Formez vos bataillons.

Marchons! Marchons!

Qu'un sang impur

Abreuve nos sillons

Que veut cette horde d'esclaves

De traîtres, de rois conjurés?

Pour qui ces ignobles entraves

Ces fers dès longtemps préparés?

Ces fers dès longtemps préparés!

Français, pour nous, Ah quel outrage

Quel transport il doit exciter!

C'est nous qu'on ose méditer

De rendre à l'antique esclavage!

Refrein

Quoi! Des cohortes étrangères

Feraient la loi dans nos foyers!

Quoi! Ces phalanges mercenaires

Terrasseraient nos fiers guerriers!

Terrasseraient nos fiers guerriers!

Grand Dieu! Par des mains enchaînées

Nos fronts, sous le joug, se ploieraient.

De vils despotes deviendraient

Les maîtres de nos destinées

Refrein

Tremblez tyrans, et vous perfides

L'opprobe de tous les partis.

Tremblez, vos projets parricides

Vont enfin recevoir leur prix!

Vont enfin recevoir leur prix!

Tout est soldat pour vous combattre.

S'ils tombent nos jeunes héros,

La terre en produit de nouveaux

Contre vous, tous prêts à se battre!

Refrein

Français, en guerriers magnanimes,

Portez ou retenez vos coups!

Épargnez ces tristes victimes

A regrets s'armant contre nous!

A regrets s'armant contre nous!

Mais ce despote sanguinaire

Mais les complices de Bouillé,

Tous les tigres qui, sans pitié,

Déchirent le sein de leur mère!

Refrein

Amour Sacré de la Patrie,

Conduis, soutiens nos braves vengeurs.

Liberté, Liberté chérie,

Combats avec tes défenseurs!

Combats avec tes défenseurs!

Sous nos drapeaux, que la victoire

Accoure à tes mâles accents,

Que tes ennemis expirants

Voient ton triomphe et notre gloire!

Refrein

(Couplet van de kinderen)

Nous entrerons dans la carrière

Quand nos aînés n'y seront plus,

Nous y trouverons leur poussière

Et la trace de leur vertus!

Et la trace de leur vertus!

Bien moins jaloux de leur survivre

Que de partager leur cercueil.

Nous aurons le sublime orgueil

De les venger ou de les suivre.

Refrein

### Nederlands
Komt, kinderen des vaderlands,

de dag der overwinning is aangebroken!

Tegen ons is van de tirannie

het bloedige vaandel gehesen

Het bloedige vaandel is gehesen.

Hoort ge in de velden

het brullen van die vreselijke soldaten?

Zij naderen tot in uw armen

om uw zonen en echtgenotes te kelen!

Refrein:

Te wapen, burgers!

Vormt uw bataljons!

Laten we marcheren, marcheren,

Zodat het onreine bloed

onze voren doordrenkt

Wat wil deze horde slaven,

verraders en samenzwerende koningen?

Voor wie zijn deze walgelijke ketenen,

deze ijzers die langgeleden zijn gemaakt?

Fransen, voor ons, ah! Wat een belediging!

Welke middelen moet men uitoefenen

Wij zijn het die men durft te overwegen

om tot de oude slavernij terug te brengen

Refrein

Wat! Deze buitenlandse troepen

zouden de dienst gaan uitmaken in ons land.

Wat! Deze huurtroepen

zouden onze krijgshaftige zonen terneerslaan.

Grote God, door geketende handen zouden

wij ons onder het juk schikken.

Verdorven despoten zouden

de meesters van ons lot worden.

Refrein

Beeft, tirannen en verraders,

de schande van alle partijen!

Beeft, uw vadermoordelijke projecten

zullen uiteindelijk hun prijs ontvangen.

Alles, wat tegen u vecht, zijn soldaten.

Als ze vallen, onze jonge helden,

brengt de aarde nieuwe voort,

allen bereid om tegen u te vechten.

Refrein

Fransen, grootmoedige strijders,

draagt of weerhoudt uw slagen.

Spaar deze trieste slachtoffers

die zich met tegenzin tegen ons wapenen.

Maar deze bloedige despoten,

maar deze medeplichtigen van Bouillé...

Al deze tijgers die zonder medelijden

de borst van hun moeder hebben verscheurd.

Refrein

De heilige liefde voor het vaderland leidt,

ondersteunt onze dappere wrekers.

Vrijheid, geliefde vrijheid,

vecht met je beschermers!

Moge de overwinning onder onze vlag naar je toesnellen

naar je krachtige klanken,

zodat je ten onder gaande vijanden

jouw triomf en onze glorie zullen zien!

Refrein

We zullen het strijdperk betreden

wanneer onze ouders er niet meer zullen zijn.

Wij zullen er hun stof vinden

en het spoor van hun deugden.

Veel minder jaloers (zijn wij) om hen te overleven

dan om hun doodskist te delen.

Met verheven trots zullen we

hen wreken of hen volgen.

Refrein